# 蚁垤
蟻垤（羅馬化：Vālmīki，?—?），又譯跋彌，早期古印度梵语文学的代表诗人。相傳是公元前5世紀左右到前一世紀的作品《罗摩衍那》的作者，其身份不詳，有很多傳說，有人說是語法學家，或古代仙人。
相傳蟻垤出身婆羅門家庭，因靜坐修行數年不動，身上成了螞蟻窩的小土丘，故以蟻垤為名。另一種說法原本是個棄兒，被山中野人收養。長大成家後，以偷盜為生，專門搶劫朝聖者，後來被一位瑜伽士開導。一般專家傾向《羅摩衍那》是漫長歷史累積的產物，由歷代宮廷歌手和民間詩人不斷添加擴充，直至最後定型。蟻垤有可能是史詩原始形式的“最初的詩人”，也可能只是一位虛構的作者。

## 外部連結
- 维基语录上有关蚁垤（英文）的语录
- 维基文库中的相關文獻：蚁垤（英文）
- 蚁垤的作品  - 古騰堡計劃